# Scott Sanders
Scott Sanders es un guionista y director de cine estadounidense, conocido por su trabajo en películas como Black Dynamite y Thick as Thieves.

## Biografía
Scott Sanders nació en Elizabeth City (Carolina del Norte) aunque creció en Washington D. C.. Es hijo de Estelle "Bunny" Sanders, alcaldesa de la localidad de Roper en Carolina del Norte, y nieto de E.V. Wilkins, primer alcalde afroamericano de la misma ciudad.
Cursó sus estudios en la Sidwell Friends School y posteriormente en la Universidad de Carolina del Norte en Chapel Hill, donde se graduó en 1991.
Sanders se estableció en Los Ángeles, California. Su primer trabajo en Hollywood fue como asistente del cineasta y mentor entre otros del director Steven Soderbergh, Pat Dollard en la compañía United Talent Agency.
Comenzó su carrera como guionista trabajando para los programas de televisión A Different World, Roc, y The Wayans Brothers.Además de director y guionista, Sanders es también disc-jockey, actuando bajo el seudónimo de "Suckapunch".
Su debut como director fue en 1998 con la película para la HBO, Thick as Thieves, protagonizada por Alec Baldwin, Michael Jai White, Rebecca De Mornay, y Janeane Garofalo. Basada en la novela homónima de Patrick Quinn, y adaptada por el propio Sanders junto a Arthur Krystal, la película fue premiada en el Festival de Cine de Sundance.
En 2009, vuelve a la dirección con Black Dynamite, premiada en el Festival de Cine de Sundance y distribuida a nivel mundial por Sony Pictures Entertainment. Scott Sanders escribió el guion junto a Michael Jai White y Byron Minns. Black Dynamite fue presentada en multitud de festivales durante 2009, incluidos Festival Internacional de Cine de Seattle, Festival de cine de Tribeca, Festival Internacional de Cine de Karlovy Vary, Edinburgh International, Copenhagen Film Festival, Festival Internacional de Cine de Melbourne y Festival de cine estadounidense de Deauville. En el Festival Internacional de Cine de Seattle, fue premiada con el Golden Space Needle Award a la "película más popular".

## Filmografía
- Thick as Thieves (1999)
- Black Dynamite (2009)
- Aztec Warrior (2016)